# Miss Grand South Africa 2018
Miss Grand South Africa 2018 fue la 3° edición del certamen Miss Grand South Africa que se realizó el 4 de agosto de 2018 en la ciudad de Pretoria, Provincia de Gauteng. En aras de preparar a la ganadora que representará al Sudáfrica en el concurso Miss Grand Internacional 2018. Catorce candidatas de toda la Sudáfrica compitieron por el título nacional y Yajna Debideen, Miss Grand South Africa 2017, coronó a Misha Christie ganadora y sucesora representó a Sudáfrica en Miss Grand Internacional 2018 en Rangún, Myanmar.
Las misses que completan el cuadro final serán enviadas a diferentes certámenes de belleza internacionales representando al Sudáfrica.

## Resultados

### Colocación
| Posiciones                   | Candidata                          |
| Miss Grand South Africa 2018 | Gauteng – Misha Christie           |
| Primera Finalista            | Cabo Occidental – Natasché Daniels |
| Segunda Finalista            | Mpumalanga – Refentse Fensi Molehe |
| Tercera Finalista            | Cabo del Norte – Nedien Andrews    |
| Cuarta Finalista             | Gauteng – Rhulani Mathevula        |

### Premiaciones Especiales
| Título                  | Candidata                          |
| Mejor traje nacional    | Gauteng – Misha Christie           |
| Mejor cuerpo en Bikini  | Gauteng – Misha Christie           |
| Mejor vestido de noche  | Gauteng – Misha Christie           |
| Miss Elección pública   | Gauteng – Misha Christie           |
| Mejor en traje de baño  | Gauteng – Misha Christie           |
| Miss Personalidad       | Mpumalanga – Refentse Fensi Molehe |
| KG Fit Choice           | Mpumalanga – Refentse Fensi Molehe |
| Mejor en redes sociales | Cabo Occidental – Natasché Daniels |
| Miss Fotogenica         | Gauteng – Misha Christie           |
| Miss Debutante          | Gauteng – Misha Christie           |

## Candidatas
Hay 14 finalistas que compiten por Miss Grand South Africa 2018:
| Proviacia       | Candidata               | E  | A      | Residencia      | R     |
| Cabo Occidental | Natasche Daniels        | 22 |        | Ciudad del Cabo | [ 1 ] |
| Cabo Oriental   | Nonele Mhlonitshwa      |    |        | Mthatha         | [ 1 ] |
| Cabo Oriental   | Zintle Zincume          | 23 |        | East London     | [ 1 ] |
| Cabo del Norte  | Nedien Andrews          |    |        | Kuruman         | [ 1 ] |
| Estado Libre    | Irene Le Roux           |    |        | Welkom          | [ 1 ] |
| Gauteng         | Misha Christie          | 26 | 1,70 m | Randfontein     | [ 3 ] |
| Gauteng         | Mathu Mcube             |    |        | Springs         | [ 1 ] |
| Gauteng         | Nombuso Indoni Magalela |    |        | Benoni          | [ 1 ] |
| Gauteng         | Mathu Nomusa            | 21 |        | Johannesburgo   | [ 1 ] |
| Gauteng         | Rhulani Mathevula       |    |        | Johannesburgo   | [ 1 ] |
| KwaZulu-Natal   | Zama Xaba               |    |        | Mtubatuba       | [ 1 ] |
| Limpopo         | Kgwadi Megan            |    |        | Namakgale       | [ 1 ] |
| Mpumalanga      | Refentse Molehe         | 26 |        | Pretoria        | [ 1 ] |
| Noroeste        | Simone Swanepoel        |    |        | Hartbeespoort   | [ 1 ] |